# إيدو بيديا
إيدو بيديا (بالإسبانية: Edu Bedia)‏ (مواليد 23 مارس 1989 في سانتاندير - إسبانيا) لاعب كرة قدم إسباني يلعب حاليا لصالح نادي الدرجة الأولى ريسينغ سانتاندر الإسباني منذ 2007 في مركز الوسط المهاجم . .

## روابط خارجية
- إيدو بيديا على موقع قاعدة بيانات كرة القدم.إي يو (الإنجليزية)
- إيدو بيديا على موقع Soccerway.com (الإنجليزية)
- إيدو بيديا على موقع عالم كرة القدم.نت (الإنجليزية)
- إيدو بيديا على موقع كووورة
- إيدو بيديا على موقع AS.com (الإسبانية)